# Districte de Multan
El districte de Multan (en urdú ضلع ملتان) és una divisió administrativa del Panjab (Pakistan). La seva superfície és de 3.721 km² i la població al cens de 1998 de 3.116.851 habitants. La capital és la ciutat de Multan. Administrativament estava format fins al 2001 per quatre tehsils:
- Multan Cantonment
- Multan Sadar
- Shujabad
- Jalalpur Pirwala

El 2001 fou reorganitzat en districte-ciutat, i dividit en sis ciutats autònomes i el cantonment:
- Boson
- Shah Rukan e Alam
- Mumtazabad
- Shershah
- Shujabad
- Jalalpur
- Multan Cantonment

## Història
Antigament la ciutat de Multan portava probablement el nom de Kasyapapura, derivat de Kasyapa, pare dels Adityes 
i Daityes, els deus-sols i titans de la mitològia hindú. Fou la capital de l'antic regne de Trigarta del temps del Mahabharta i va estar regida pel clan katoch dels kshatriya rajputs.
Multan figura sota diversos noms hel·lenitzats a les obres d'Hecateu, Heròdot i Claudi Ptolemeu. Vers el 327 aC apareix en les conquestes d'Alexandre el Gran com ciutat dels malli, dominats pels macedonis després d'una ferotge resistència; Filip fou nomenat sàtrapa, però Filip fou assassinat i el poder grec a la zona no devia durar gaire doncs pocs anys després (vers 316 aC) ja apareix sota domini de la dinastia maurya de Magadha. Després, sota els reis grecs de Bactriana (vers la meitat del segle iii aC), la influència hel·lènica es va estendre a Multan i diverses monedes d'aquestos reis s'han trobat a la zona.
Haurien seguit els suren o indoparts (inicis del segle I aC fins meitat del segle I dC) i els kushana (Kusana o Kushanshah). Cunningham pensa que Ptolemeu esmenta a Multan com Kaspeiraea, capital dels kaspeiraei, els dominis dels quals s'estenien de Caixmir a Muttra; així Multan hauria estat ja la principal ciutat del Panjab el segle ii. Vers el 300 va passar a l'imperi gupta durant més o menys un segle i mig, fins a l'establiment del poder heftalita (segle V a 565). A la meitat del segle VI va caure en mans dels sobirà del Sind d'una primera i quasi desconeguda dinastia, el qual va concedir la zona en feu a una dinastia de governants hindús anomenats els rais que van governar fins al 631 o 632 amb la mort del darrer rai Sahasi II. El tron fou usurpat al cap de pocs anys per un braman de nom Chach que va fundar una dinastia que va tenir cinc reis:
- Chach vers 643- 671
- Chandar vers 671-679
- Dahir vers 679-711
- Hullishah 712- 724
- Sisah vers 724.

Aquesta dinastia estava al poder quan van arribar els musulmans per primer cop el 664 sota la diracció d'al-Muhallab ibn Abi Sufrah, procedent del Khurasan (Merv). Tot el Sind va quedar en mans dels musulmans de Muhàmmad ibn al-Qàssim el 712. La dinastia es va extingir o suprimir vers el 724. El 743 el peregrí Hiuen Tsiang va visitar Multan, on va trobar una imatge daurada d'un sol; aquest ídol és esmentat repetidament pels historiadors àrabs i d'aquesta imatge el general Cunningham deriva el nom de la ciutat si bé altres historiadors consideren més probable que derivi del poble dels malli (català mal·ls). No hi va haver establiment de colons àrabs o musulmans i la població local tampoc es va convertir més que aïlladament.
El 850 va ser nomenat governador Umar al-Hibari que al cap de cinc anys es va fer independent i va regnar uns deu anys més sent succeït pel seu fill Abd Allah ibn Umar (vers 865-893). El 871 la vall inferior de l'Indus va caure en mans de Yaqub ibn al-Layth al-Saffar i no gaire després apareixen dos estats musulmans independents del califat i l'un de l'altra, a Mansura i Multan respectivament. El 915/916 va visitar Multan el geògraf al-Masudi que fa esment al fet que Multan era una corrupció de Mulasthanapura, nom pel que era coneguda la ciutat al període budista, i diu que era una fortalesa de frontera governada per un rei de la tribu de quraix (koresh) de nom Asad el Quraixita (dinastia Banu Sama), i centre d'un fèrtil i poblat districte centrat a la ciutat que estava rodejada de 120.000 llogarets (el que és evidentment una exageració però dona idea que tota la zona era fèrtil i molt poblada). El segle X va caure en mans dels càrmates dirigits per Abd Allah al-Karmati que sembla que van imposar la doctrina a la dinastia Banu Sama; aquesta fou enderrocada vers 980 o 985 en un cop d'estat dirigit per un agitador ismaïlita favorable als fatimites, establint un règim xiïta aliat als ismaïlites d'Alamut; la família dels lodhis (o lodis) pathans (paixtus) que posseïen en aquesta època la frontera entre Multan i Peshawar, es van convertir a aquesta tendència. El fundador de l'estat ismaïlita de Multan fou Jalam ibn Shaiban (985- ?) i la dinastia fou coneguda com a sumra o dels sumres. Va tenir tres altres sobirans: 
- Hamid ibn Jalam ? -997
- Nasr ibn Hamid 997- ?
- Abu l-Fath Daud ibn Nasr ? -1008, feudatari gaznèvida vers 1008-1010 (Abul Fateh)

Mahmud de Gazni va conquerir Bhatia (probablenment Uchh) el 1005, Abul Fateh, el governador lodi de Multan, es va aliar al hinduxàida Anandapala, però finalment es va sotmetre als gaznèvides el 1006 o 1008. Es va revoltar altre cop al cap d'un tenps però fou derrotat el 1010 i deportat, i Masud, fill de Mahmud, fou nomenat governador. Masud va alliberar a Abul Fateh, que ja havia abandonat les doctrines ismaïlites: en una carta de 1033 conservada pels drusos, dirigida als unitaris de Sind i Multan, i en particular a Shaikh ibn Sumar de Multan, els exhortava a tornar a la verdadera fe.
Per els següents tres segles la història de Multan com a província fronterera, està marcada per la derrota davant els gúrides que van dominar definitivament Multan el 1175, l'aparició de Ai'i al-Karmani (finals del segle xii i començament del segle xiii) i la invasió dels mongols. Degut a la dificultat del pas de Khyber i l'hostilitat dels gakhars, la majoria dels exèrcits invasors van creuar per Multan per anar a l'Hindustan fins que la sequera a la part nord a tot el territori del Ghaggar va fer impracticables aquesta ruta. Entre 1221 i 1528 es van produir deu invasions a través del districte, entre les quals la de Djalal al-Din Manguberti al principi i la de Baber al final; en aquestos anys la ciutat fou saquejada i assetjada nombroses vegades que no poden ser detallades aquí. Durant aquest temps en general Multan fou dependència dels sultans de Delhi, excepte en dos períodes que fou un regne independent.
Al llarg dels segles els rius del Panjab han canviat el seu curs i això ha marcat la història de Multan. Al segle xiv el Ravi passava per la ciutat i s'unia al Chenab al sud de la ciutat; el Beas corria pel centre del modern districte i desaiguava al Chenab i va restar així fins al final del segle XVIII; i vers el 1245 el Chenab corria a l'est de Multan. Es creu que antigament el Sutlej corria pel modern curs sec del Hakra (a uns 40 km del curs efectiu d'aquest riu) i així el districte estava creuat per quatre rius i tots els pobles se'n beneficiaven pel reg de les seves terres.
A la mort de Qutb-ad-Din Àybak (que va regnar a Delhi del 1206 al 1210), Nasir al-Din Kubacha es va apoderar de Multan, Sind i Sistan i va governar com a sobirà independent fins al 1227. Després de resistir un setge mongol el 1221, Multan fou sotmesa el 1228 pel governador de Lahore sota Shams ad-Din Iltutmish al-Kutbi ibn Yalam Khan (1211-1236) retornant a ser un feu de Delhi; a la mort d'Iltutmish el governador de Multan, Izz al-Din Kabir Khan-i-Ayaz es va unir a la conspiració que va portar al tron a la reina Razia o Radiyya Begum (1235-1240) i aquesta li va concedir el feu o govern de Lahore, però es va rebel·lar el 1238 i la va bescanviar per Multan on es va proclamar independent; el 1241 el va succeir el seu fill Tadj al-Din Abu Bakr-i-Ayaz que va refusar amb èxit alguns atacs dels karlughs (un grup turc emparentat als karluks) i mongols a les portes de la ciutat: Saif al-Din Hasan, el kan karlugh, va atacar sense èxit Multan el 1246; a la seva mort els mongols van atacar la ciudad i es van retirar a canvi d'un rescat (1246), per caure finalment a mans dels karlughs al cap de tres anys, però al mateix any els fou arrabassada per Sher Khan, el gran virrei del Panjab.
Izz al-Din Balban-i-Kashlu Khan va intentar recuperar Uchch i Multan (1252) i ho va aconseguir el 1254. Nasr al-Din Mahmud Shah (1246-1266) la va cedir a Arsalan Khan Sanjar-i-Chast, pero Izz al-Din fou restaurat el 1255. Es va rebel·lar contra el ministre (després sultà) Ghiyath al-Din Balban (1257), però abandonat per les seves tropes no va poder ocupar Delhi i va retornar a Uchch; va visitar a Hulagu a l'Iraq i va obtenir els serveis d'un intendent mongol i va reunir una força mongola que no va aconseguir res a Delhi, però va anar a Multan i va desmantellar les muralles de la ciutat; aquesta només es va escapar d'una matança pagant un important rescat, reunit pel santó Bahawal Hakk (Baha al-Din Zakariya).
Durant dos segles els càrrec de governador fou tingut per soldats destacats a vegades emparentats a la família reial de Delhi, entre els quals Ghazi Malik, que després fou Tughluk Shah I. El 1395 el governador Sayyid Khizr o Khidr Khan (Sayyid Khidr Khan 1414-1421) es va enfrontar a Sarang Khan, governador de Dipalpur, i fou fet presoner, però es va poder escapar i es va unir a Tamerlà que poc després va envair el Panjab. Després d'haver hagut d'aixecar el setge d'Uchch, un net de Tamerlà va derrotar a Sarang Khan a la vora del Beas i va atacar Multan que es va rendir després d'un setge (1398). Sayyid Khidr Khan fou reinstal·lat com a governador i després d'una sèrie de victòries sobr els generals de Delhi, va acabar conquerint aquesta ciutat el 1414 i va fundar una nova dinastia (els Sayyid). Pocs anys després Bahlul Shah Lodi va governar Multan (i província) abans de ser emperador del 1452 al 1489.
El 1437 els langahs, una tribu afganesa establerta a la zona de Multan per aquesta dates, va començar a establir el seu poder i vers el 1445 Rai Sahra Langah (Kutb al-Din Shah Sahra Langah) va expulsar a Shaikh Yusuf, un governant elegit pel poble (vers 1438) i que era el seu propi gendre i va fundar la dinastia Langah, que es va fer independent i va tenir els següents sobirans:
- Kutb al-Din Shah Sahra Langah 1440-1456
- Husseyn Langah I 1456-1502
- Mahmud Langah 1502-1527
- Husseyn Langah II 1527-1528

El 1502 el riu Ravi fou reconegut com a frontera entre Delhi i Multan. Finalment el 1527 els arghuns turcs, enviats per Baber, van conquerir Multan, i el 1528 la van entregar al sobirà mogol. De Baber va passar al seu fill Humayun, fins al 1540 i va passar aleshores a la dinastia Suri fins al 1555. Després de la tornada d'Humayun aquest va morir i el va succeir el seu fill Akbar el Gran; els mirzes es van revoltar el 1573 a Multan però foren derrotats a Talamba. Dara Sikoh també va fugir a aquesta província i per un temps va estar agitada per la seva causa. Akbar la va establir com a capçalera d'una suba amb tot el sud-oest del Panjab i temporalment el Sind.
Al segle xviii va començar la decadència mogol però Multan va romandre sota autoritat imperial. En la invasió de Nadir Shah de Pèrsia del 1738-1739, l'emperador Muhammad Shah va nomenar a Zahid Khan, un afganès Sadozay, com a governador; fou el fundador d'una família que durant els següents 80 anys dominarà el Bari Doab contra marathes i sikhs. El 1748 es va lliurar batalla prop de Multan entre Kaura Mai, lloctinent de Mir Mannu (governador del Panjab) i Shah Nawaz, que havia rebut el govern de la província del darrer emperador Muhammad Shah; Kaura Mai va obtenir la victòria però va morir després en lluita contra Ahmad Shah Durrani i el 1752 Multan va esdevenir província del sobirà afganès, governada per governadors paixtus, inicialment de la dinastia anomenada khakwani i després dels sadozais; els primers finalment van acabar fundant un virtual regne independent si bé el seu govern només s'estenia sobre una meitat del que després fou el districte de Multan doncs la part sud va quedar sota autoritat dels nawabs de Bahawalpur. El 1757 el governador nawab Ali Mohammad Khan Khakwani va construir una notable mesquita que encara es conserva i pel mateix temps es van construir altres edificis i es va afavorir l'agricultura que va tenir un gran creixement. Els khakwani eren tributaris de l'emir de Kabul però de fet governaven a Multan amb plena independència, però els Sadozay van obtenir el favor de l'emir de Kabul i van pujar al poder.
El 1758 la regió fou atacada pels marathes, i posteriorment fou una continuada lluita contra els sikhs. Els khokhars i khatris musulmans van ocupar Multan per breus períodes entre 1756 i 1763 substituint al nawab sadozay per l'antic nawab khakwani o pel seu germà, fill i fins i tot per un gendre; aquesta situació de lluites va afavorir els atacs dels misl o confederacions sikhs des de Gujranwal. Bhangi Sikh Sardar, va atacar Multan per primera vegada vers el juny de 1761; els seus fills Jhanda Singh i Ganda Singh la van atacar altre cop el 1764, però l'atac va fallar i després de recaptar un tribut de milions de rúpies del nawab Muzaffar Khan Sadozai es van retirar.
Entre el 1771 i el 1779 la confederació Bhangi va dominar el nord i centre del districte però en foren expulsats per Timur Shah de Kabul i del 1779 al 1818 el territori va estar en mans del nawab Muzaffar Khan Sadozai; va formar aliança amb Bahawalpur contra els sikhs dels quals va rebutjar diversos atacs fins que finalment Ranjit Singh va enviar al general Sardar Hari Singh que va conquerir Multan el 1818 i va executar al nawab. Els khakwanis s'havien desplaçat en aquesta època fora de la ciutat i vivien en algunes ciutats emmurallades no lluny de Multan.
Després de ser governada en tres anys per dos o tres governadors sikhs, el 1821 va ser nomenat governador el famós Diwan Sawan Mai, un khatri. A causa de les guerres i espoliacions el territori tenia aspecte de desert, però Sawan Mai va portar nous habitants per establir-se a la província, va fer diversos canals, va afavorir el comerç i va restaurar la prosperitat general. A la mort de Ranjit Singh es va enfrontar a raja Ghulab Singh. Sawan va morir pel tret al pit fet per un soldat i el va succeir el seu fill Mulraj però el seu enfrontament amb les autoritats de Lahore el van portar finalment a la renuncia. Després de l'establiment del consell de regència a Lahore al final de la primera Guerra Sikh, es van produir dificultats entre Diwan Mulraj i els britànics (i contra Sardar Khan Singh que governava a Multan) que van culminar en la mort de dos oficials britànics i la rebel·lió oberta de Multan. El 1848 Multan fou assaltada pels britànics i després d'una ferotge resistència fou conquerida el 2 de gener de 1849 si bé la ciutadella encara va resistir uns dies més fins que per orde de Mulraj es va rendir el dia 22 de gener; al final de la segona Guerra Sikh, Multan amb la resta del Panjab va passar als britànics i va formar una província. Mulraj fou jutjat per la mort dels oficials, declarat culpable i condemnat a mort però la pena fou després commutada per desterrament.
El 1857 els regiments natius estacionats a Multan van mostrar signes de desafecció i foren desarmats, i mercès a aquesta precaució no hi va haver incidents.
Quan va passar als britànics va formar un districte i una divisió (excepte de 1884 a 1901 quan la divisió fou abolida i només va restar el districte). El districte tenia una superfície de 15.817 km². Estava situat entre el Chenab i el Sutlej que s'uneixen a l'extrem sud-oest; el districte era bàsicament dins el Bari Doab però els seus límits s'havien allargat a l'altre costat del Ravi, al nord, per incloure una petita porció del Rechna Doab. El districte tenia 6 ciutats i 1.351 pobles amb una població de:
- 1881: 556.557
- 1891: 635.726
- 1901: 710.626

Les ciutats principals eren Multan (87.394 habitants el 1901), capital del districte, Shujabad, Kahror, Talamba i Jalalpur, totes municipalitats, i Dunyapur que era àrea notificada. Administrativament es dividia en cinc tehsils:
- Multan
- Kabirwala (inicialment Sarai Sidhu)
- Mailsi
- Lodhran
- Shujabad

El 80% de la població era musulmana i hi havia cent trenta mil hindús i cinc mil sikhs. La llengua general era un dialecte del panjabi occidental. La casta principal eren els jats (150.000 o 20%) seguits dels rajputs i arains; hi havia una població de balutxis, khokhars i paixtus.
El tahsil de Multan tenia una superfície de 2.468 km² i una població el 1901 de 232.126 habitants. La capital era Multan i hi havia a més a més 289 pobles.
Multan va quedar dins el Pakistan en la partició del 15 d'agost de 1947.